# 234750 Amymainzer
234750 Amymainzer este un asteroid din centura principală de asteroizi.

## Descriere
234750 Amymainzer este un asteroid din centura principală de asteroizi. A fost descoperit pe 8 iulie 2002 la Observatorul Palomar în cadrul programului NEAT. Asteroidul prezintă o orbită caracterizată de o semiaxă mare de 3,20 ua, o excentricitate de 0,21 și o înclinație de 19,4° în raport cu ecliptica.